# Menacanthus gonophaeus
Menacanthus gonophaeus är en insektsart som först beskrevs av Hermann Burmeister 1838.  Menacanthus gonophaeus ingår i släktet kamlöss, och familjen spolätare. Arten är reproducerande i Sverige.